# Marvin Trachtenberg
Marvin Trachtenberg (Tulsa, 6 giugno 1939) è uno storico dell'architettura e critico d'arte statunitense.

## Biografia
Figlio di immigrati ebrei russi che si stabilirono in Oklahoma dove il padre William era un produttore di petrolio indipendente. 

### Formazione
Il giovanissimo Trachtenberg si era iscritto alla Yale University con l'intenzione di intraprendere una carriera scientifica. Ma seguendo le lezioni dello studioso di letteratura Harold Bloom si convinse a passare alle discipline umanistiche; si laureò magna cum laude nel 1961. In seguito frequentò l'Institute of Fine Arts della (New York University), con una borsa di studio Woodrow Wilson, nel 1963 consegue il master. Ha gravitato sulla storia dell'architettura medievale e rinascimentale studiando con Wolfgang Lotz e Richard Krautheimer. Con una borsa di studio Fulbright a Firenze (1964-1966) e una borsa di studio Bernard Berenson completò il suo dottorato di ricerca presso la New York University, nel 1967.
Insegna presso l'Institute of Fine Arts della New York University ed è membro della Honor society accademica Phi Beta Kappa e della The Renaissance Society of America.
È uno studioso della storia dell'architettura e dell'arte rinascimentale italiana.

## Opere e scritti
- The Campanile of Florence Cathedral: 'Giotto's Tower,' New York University Press (New York, NY), 1971 ISBN 0814781519
- Art in Context: The Statue of Liberty, Allen Lane - Penguin Books, 1976
- Dominion of the Eye. Urbanism, Art, and Power in Early Modern Florence, Cambridge University Press, 1997 ISBN 0521728258 ISBN 9780521728256
- "Why the Pazzi Chapel is not by Brunelleschi" - Perché la cappella dei Pazzi non è di Brunelleschi, Casabella, n. 635, giugno 1996, pp. 58-78.
- "Michelozzo e la Cappella dei Pazzi". Casabella, n. 642, febbraio 1997, pp. 56-76.
- (in coll. con Isabelle Hyman), Architecture: From Prehistory to Post Modernism: from prehistory to postmodernity, Harry N Abrams, 2002 ISBN 0810906074 ISBN 9780810906075 ora Edizione: Pearson College Div, Londra, 2003 ISBN 0131830651 ISBN 9780131830653